# HD 203858
HD 203858，又名BD+24 4394，SAO 89680、HR 8194，是一颗恒星，视星等为6.15，位于銀經74.72，銀緯-17.59，其B1900.0坐标为赤經21h 19m 39.6s，赤緯+24° -17.59′ 57″。